# Primera División de Chipre 2014-15
La temporada 2014-15 fue la 76.ª edición de la Primera División de Chipre la máxima competición futbolística de Chipre. La temporada comenzó el 23 de agosto de 2014 y terminó el 24 de mayo de 2015 El APOEL Nicosia conquistó su 24° títilo de su historia.

## Ascensos y descensos
| Pos. | Ascendidos de Segunda 2013-14 |
| ---- | ----------------------------- |
| 1    | Ayia Napa                     |
| 2    | Othellos                      |

| Pos. | Descendidos de Primera 2013-14 |
| ---- | ------------------------------ |
| 11   | Aris Limassol                  |
| 12   | AEK Kouklia                    |
| 13   | Enosis                         |
| 14   | Alki Larnaca                   |

## Sistema de competición
Los doce equipos participantes jugaron entre sí todos contra todos dos veces totalizando 22 partidos cada uno, al término de la fecha 22 los seis primeros clasificados pasaron a integrar el Grupo campeonato, mientras que los seis últimos integraron el Grupo descenso.
En el grupo campeonato los seis clubes se volvieron a enfrentar entre sí, dos veces, totalizando 32 partidos cada uno, al término, el primer clasificado se coronó campeón y clasificó a la segunda ronda de la Liga de Campeones 2015-16, mientras que el segundo y el tercer clasificado obtuvieron un cupo para la primera ronda de la Liga Europa 2015-16,
En el grupo descenso los seis clubes se volvieron a enfrentar entre sí, dos veces, totalizando 32 partidos cada uno, al término el último clasificado descendió a la Segunda División de Chipre 2015-16
Un tercer cupo para la tercera ronda de la Liga Europa 2015-16 se asignará al campeón de la Copa de Chipre.

## Equipos
Con respecto al torneo anterior, son dos los nuevos equipos; asendidos de la Segunda División de Chipre: Ayia Napa FC (campeón) y el Othellos (subcampeón); en reemplazo de los descendidos: Enosis, Alki, Aris y AEK Kouklia

### Estadios y ciudades
| Club                   | Ciudad           | Estadio                   | Capacidad |
| ---------------------- | ---------------- | ------------------------- | --------- |
| AEK Larnaca            | Larnaca          | GSZ Stadium               | 13,032    |
| AEL Limassol           | Limassol         | Tsirion Stadium           | 13,331    |
| Anorthosis Famagusta   | Larnaca          | Antonis Papadopoulos      | 10,230    |
| APOEL Nicosia          | Nicosia          | GSP Stadium               | 22,859    |
| Apollon Limassol       | Limassol         | Tsirion Stadium           | 13,331    |
| Ayia Napa              | Ayia Napa        | Municipal                 | 2,000     |
| Doxa Katokopias        | Katokopia        | Estadio Makario           | 16,000    |
| Ermis Aradippou        | Larnaca          | Dasaki Stadium            | 7,000     |
| Ethnikos Achna         | Achna, Famagusta | Dasaki Stadium            | 7,000     |
| Nea Salamina Famagusta | Larnaca          | Ammochostos Stadium       | 5,500     |
| Omonia Nicosia         | Nicosia          | GSP Stadium               | 22,859    |
| Othellos Athienou      | Athienou         | Othellos Athienou Stadium | 2,000     |

## Temporada regular

### Tabla de posiciones
| Pos. | Equipo                 | Pts. | PJ | G  | E | P  | GF | GC | Dif. | Clasificación 2014-15    |
| ---- | ---------------------- | ---- | -- | -- | - | -- | -- | -- | ---- | ------------------------ |
| 1    | Apollon Limassol       | 48   | 22 | 15 | 3 | 4  | 49 | 26 | +23  | Ronda por el campeonato  |
| 2    | APOEL Nicosia          | 46   | 22 | 13 | 7 | 2  | 34 | 13 | +21  | Ronda por el campeonato  |
| 3    | Omonia Nicosia         | 39   | 22 | 12 | 3 | 7  | 32 | 22 | +10  | Ronda por el campeonato  |
| 4    | AEK Larnaca            | 39   | 22 | 11 | 6 | 5  | 41 | 23 | +18  | Ronda por el campeonato  |
| 5    | Anorthosis Famagusta   | 38   | 22 | 12 | 2 | 8  | 32 | 22 | +10  | Ronda por el campeonato  |
| 6    | Ermis Aradippou        | 35   | 22 | 10 | 5 | 7  | 29 | 28 | +1   | Ronda por el campeonato  |
| 7    | AEL Limassol           | 30   | 22 | 7  | 9 | 6  | 33 | 26 | +7   | Ronda por la permanencia |
| 8    | Ethnikos Achna         | 22   | 22 | 5  | 7 | 10 | 18 | 37 | −19  | Ronda por la permanencia |
| 9    | Nea Salamina Famagusta | 19   | 22 | 4  | 7 | 11 | 19 | 29 | −10  | Ronda por la permanencia |
| 10   | Ayia Napa              | 16   | 22 | 3  | 7 | 12 | 21 | 42 | −21  | Ronda por la permanencia |
| 11   | Othellos Athienou      | 16   | 22 | 3  | 7 | 12 | 13 | 26 | −13  | Ronda por la permanencia |
| 12   | Doxa Katokopias        | 14   | 22 | 3  | 5 | 14 | 14 | 38 | −24  | Ronda por la permanencia |

Actualizado a los partidos jugados el 28 de febrero de 2015.
 Fuente: Soccerway

### Tabla de resultados cruzados
| Local \ Visitante      | AEK | AEL | ANO | APO | APL | AYI | DOX | ERM | ETH | NEA | OMO | OTH |
| ---------------------- | --- | --- | --- | --- | --- | --- | --- | --- | --- | --- | --- | --- |
| AEK Larnaca            | —   | 1–1 | 1–0 | 0–2 | 3–1 | 2–0 | 1–0 | 0–0 | 5–0 | 2–0 | 1–3 | 2–2 |
| AEL Limassol           | 1–0 | —   | 4–1 | 2–1 | 1–2 | 3–0 | 0–0 | 2–3 | 2–2 | 1–1 | 0–1 | 1–0 |
| Anorthosis Famagusta   | 2–1 | 2–1 | —   | 0–1 | 0–1 | 4–1 | 1–0 | 2–0 | 0–0 | 1–0 | 2–1 | 1–0 |
| APOEL Nicosia          | 4–4 | 0–0 | 2–0 | —   | 1–0 | 1–1 | 0–0 | 1–0 | 4–0 | 1–0 | 1–0 | 1–1 |
| Apollon Limassol       | 2–5 | 3–3 | 2–0 | 0–0 | —   | 1–0 | 2–0 | 3–2 | 3–0 | 5–0 | 3–0 | 4–0 |
| Ayia Napa              | 1–2 | 1–1 | 1–5 | 1–3 | 2–5 | —   | 2–2 | 2–1 | 0–0 | 1–1 | 1–3 | 1–0 |
| Doxa Katokopias        | 1–4 | 0–4 | 0–4 | 0–2 | 1–3 | 1–0 | —   | 0–2 | 3–1 | 1–1 | 0–1 | 0–0 |
| Ermis Aradippou        | 0–4 | 2–2 | 1–0 | 2–1 | 1–3 | 2–2 | 2–1 | —   | 2–1 | 3–1 | 1–1 | 1–0 |
| Ethnikos Achna         | 2–1 | 4–2 | 0–0 | 0–4 | 0–2 | 2–1 | 1–2 | 0–0 | —   | 1–1 | 1–0 | 0–0 |
| Nea Salamina Famagusta | 0–0 | 0–2 | 2–3 | 0–1 | 4–0 | 0–0 | 1–0 | 0–1 | 2–1 | —   | 1–1 | 0–1 |
| Omonia Nicosia         | 0–1 | 2–0 | 3–2 | 1–1 | 1–2 | 1–2 | 4–2 | 2–1 | 2–0 | 3–0 | —   | 1–0 |
| Othellos Athienou      | 1–1 | 0–0 | 0–2 | 1–2 | 2–2 | 2–1 | 2–0 | 0–2 | 1–2 | 0–1 | 0–1 | —   |

## Ronda por el campeonato

### Clasificación
| Pos. | Equipo               | Pts. | PJ | G  | E  | P  | GF | GC | Dif. | Clasificación 2015–16                 |
| ---- | -------------------- | ---- | -- | -- | -- | -- | -- | -- | ---- | ------------------------------------- |
| 1    | APOEL Nicosia (C)    | 62   | 32 | 17 | 11 | 4  | 52 | 26 | +26  | Segunda ronda de la Liga de Campeones |
| 2    | AEK Larnaca          | 59   | 32 | 17 | 8  | 7  | 56 | 31 | +25  | Tercera ronda de la Liga Europa       |
| 3    | Apollon Limassol     | 59   | 32 | 18 | 5  | 9  | 59 | 41 | +18  | Primera ronda de la Liga Europa       |
| 4    | Omonia Nicosia       | 56   | 32 | 17 | 5  | 10 | 52 | 34 | +18  | Primera ronda de la Liga Europa       |
| 5    | Anorthosis Famagusta | 52   | 32 | 16 | 4  | 12 | 50 | 37 | +13  |                                       |
| 6    | Ermis Aradippou      | 40   | 32 | 11 | 7  | 14 | 38 | 55 | −17  |                                       |

Actualizado a los partidos jugados el 24 de mayo de 2015.
 Fuente: Soccerway
Notas:
1. ↑  Tras ganar la Copa de Chipre el APOEL Nicosia  recibe un cupo para la tercera ronda de la Liga Europea 2015-16, pero este al ya encontrarse clasificado a la Liga de Campeones por su posición de liga, el cupo pasa al segundo clasificado, el del segundo al tercero y el del tercero al cuarto clasificado.

### Tabla de resultados cruzados
| Local \ Visitante    | AEK | ANO | APO | APL | ERM | OMO |
| -------------------- | --- | --- | --- | --- | --- | --- |
| AEK Larnaca          | —   | 2–0 | 1–0 | 2–0 | 2–1 | 2–1 |
| Anorthosis Famagusta | 3–0 | —   | 3–3 | 3–1 | 3–1 | 1–3 |
| APOEL Nicosia        | 1–1 | 1–0 | —   | 2–2 | 3–0 | 3–2 |
| Apollon Limassol     | 1–0 | 1–3 | 1–0 | —   | 2–2 | 2–1 |
| Ermis Aradippou      | 0–4 | 1–1 | 2–4 | 1–0 | —   | 0–1 |
| Omonia Nicosia       | 1–1 | 2–1 | 1–1 | 1–0 | 7–1 | —   |

## Ronda por la permanencia

### Clasificación
| Pos. | Equipo                 | Pts. | PJ | G  | E  | P  | GF | GC | Dif. | Clasificación 2015–16                            |
| ---- | ---------------------- | ---- | -- | -- | -- | -- | -- | -- | ---- | ------------------------------------------------ |
| 1    | Ethnikos Achna         | 41   | 32 | 11 | 8  | 13 | 36 | 49 | −13  |                                                  |
| 2    | AEL Limassol           | 39   | 32 | 9  | 12 | 11 | 42 | 42 | 0    |                                                  |
| 3    | Nea Salamina Famagusta | 36   | 32 | 9  | 9  | 14 | 31 | 37 | −6   |                                                  |
| 4    | Ayia Napa              | 30   | 32 | 6  | 12 | 14 | 32 | 54 | −22  |                                                  |
| 5    | Doxa Katokopias        | 28   | 32 | 7  | 7  | 18 | 29 | 55 | −26  |                                                  |
| 6    | Othellos Athienou      | 25   | 32 | 5  | 10 | 17 | 26 | 42 | −16  | Descenso a la Segunda División de Chipre 2015-16 |

Actualizado a los partidos jugados el 23 de mayo de 2015.
 Fuente: Soccerway

### Tabla de resultados cruzados
| Local \ Visitante      | AEL | AYI | DOX | ETH | NEA | OTH |
| ---------------------- | --- | --- | --- | --- | --- | --- |
| AEL Limassol           | —   | 2–2 | 0–4 | 1–2 | 2–0 | 0–1 |
| Ayia Napa              | 1–0 | —   | 0–0 | 1–0 | 0–0 | 2–2 |
| Doxa Katokopias        | 1–2 | 0–1 | —   | 1–5 | 3–0 | 3–3 |
| Ethnikos Achna         | 1–1 | 3–2 | 0–2 | —   | 2–1 | 3–1 |
| Nea Salamina Famagusta | 1–1 | 3–0 | 6–0 | 1–0 | —   | 1–0 |
| Othellos Athienou      | 3–0 | 2–2 | 0–1 | 1–2 | 0–2 | —   |

## Máximos goleadores
Detalle con los máximos goleadores de la Primera División de Chipre, de acuerdo con los datos oficiales de la Asociación de Fútbol de Chipre.
- Datos según la página oficial de la competición.

| Pos. | Jugador            | Club                 | Goles |
| ---- | ------------------ | -------------------- | ----- |
| 1    | Mickaël Poté       | Omonia Nicosia       | 17    |
| 2    | Ifeanyi Onyilo     | Ermis Aradippou      | 15    |
| 3    | Rafik Djebbour     | APOEL Nicosia        | 14    |
| 3    | Fotios Papoulis    | Apollon Limassol     | 14    |
| 5    | Andreas Makris     | Anorthosis Famagusta | 13    |
| 6    | Valdo              | Ethnikos Achna       | 11    |
| 7    | Ricardo Lobo       | Doxa Katokopias      | 10    |
| 7    | Abraham Gneki Guié | Apollon Limassol     | 10    |
| 7    | Nestoras Mitidis   | AEK Larnaca          | 10    |
| 7    | Thiago             | Othellos Athienou    | 10    |